# لا تتراجع
لا تتراجع (بالإنجليزية: Never Back Down)‏ هو فيلم حركة تم إنتاجه في الولايات المتحدة سنة 2008.

## بطولة
- آمبر هيرد
- دجيمون هونسو
- شون فارس

## القصة
تحكي قصة الفيلم عن الحياة اليومية العادية فتى مشاكس في الثانوية، وبعد تعرضه للضرب المبرح من عدوه اللذوذ في الثانوية، قرر أن يتعلم فنون القتال ... وسيشارك بعد ذلك في بطولة الشوارع القتالية وسينافس في المباراة النهائية عدوه في الثانوية وسيتغلب عليه، وبالتالي سيكون قد رد ثأره.

## الميزانية والإيرادات
بلغت تكلفة إنتاج الفيلم حوالي 20 مليون دولار بينما حقق أرباحا تقدر بـ 41,627,431 دولار.

## وصلات خارجية
- لا تتراجع على موقع IMDb (الإنجليزية)
- لا تتراجع على موقع ميتاكريتيك (الإنجليزية)
- لا تتراجع على موقع روتن توميتوز (الإنجليزية)
- لا تتراجع على موقع نتفليكس (الإنجليزية)
- لا تتراجع على موقع قاعدة بيانات الأفلام العربية
- لا تتراجع على موقع ألو سيني (الفرنسية)
- لا تتراجع على موقع Turner Classic Movies (الإنجليزية)
- لا تتراجع على موقع أول موفي (الإنجليزية)
- لا تتراجع على موقع بوكس أوفيس موجو (الإنجليزية)
- لا تتراجع على موقع فيلمافينيتي (الإسبانية)

1. ↑  وصلة مرجع: http://www.beyazperde.com/filmler/film-133676/. الوصول: 7 مايو 2016.
2. 1 2  وصلة مرجع: http://stopklatka.pl/film/po-prostu-walcz. الوصول: 7 مايو 2016.
3. ↑  وصلة مرجع: http://www.imdb.com/title/tt1023111/. الوصول: 7 مايو 2016.